# Castrul roman Diana
Castrul Diana ( sârbă Тврђава Диана sârbă Тврђава Диана sârbă Тврђава Диана sârbă Тврђава Диана, Tvrđava Diana) este un castru roman construit in 100-101 d. H., situat în Cladova, în estul Serbiei. 
Este așezată pe stânci din Đerdap, deasupra Dunării,  în situl arheologic Karataš din apropierea orașului Cladova.  Clădirile principale au fost construite într-o locație strategică, cu vedere la granița cu Dunărea, cu piatră în anul 100 d.Hr. în timpul domniei împăratului roman Traian  care avea o tabără militară situată în vecinătate.  Alte modificări au fost făcute la sfârșitul secolului al III-lea și începutul secolului al IV-lea, când au fost adăugate turnuri suplimentare spre râu pentru apărare suplimentară spre țărmurile Dunării.  La mijlocul secolului al patrulea, fortul a fost distrus de hunii invadatori și în 530 AD reconstruit de împăratul Iustinian. 

## Constatări și recunoașteri
Pe lângă clădirile militare, în interiorul zidurilor se află o necropolă sacrificială și o așezare civilă.  Au fost găsite elemente cum ar fi diverse scule de zi cu zi, sculpturi din marmură și bronz. 

În 1983, Cetatea Diana a fost adăugată la lista siturilor arheologice de importanță excepțională, protejată de Republica Serbia. 

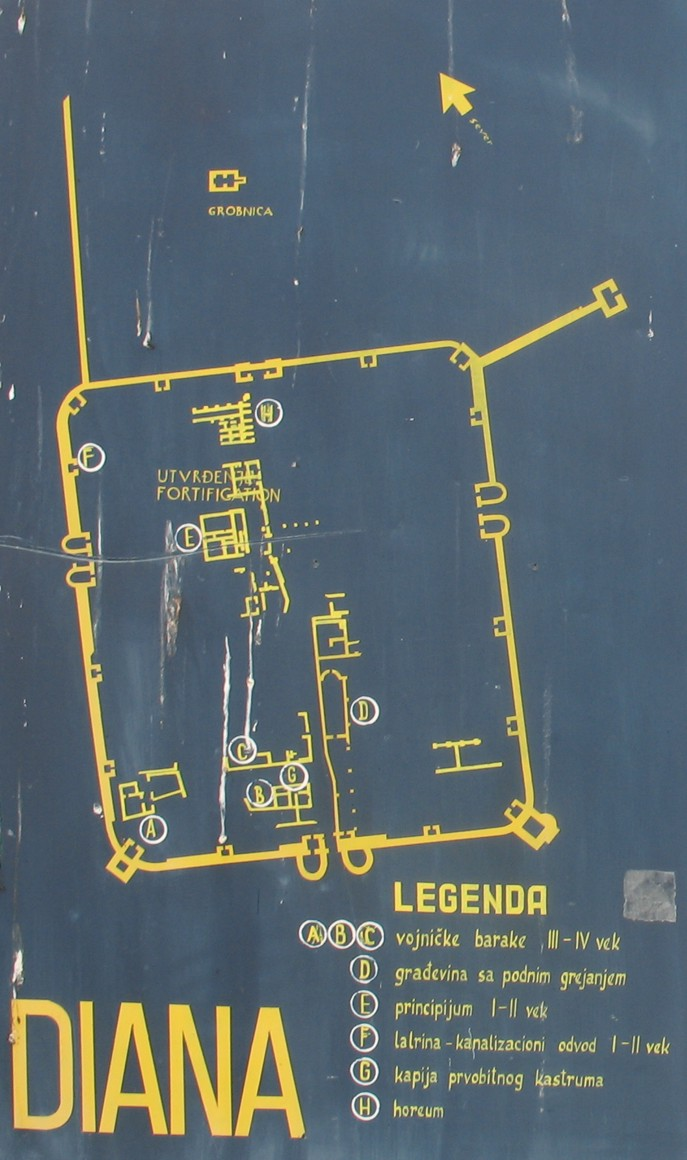
Plan
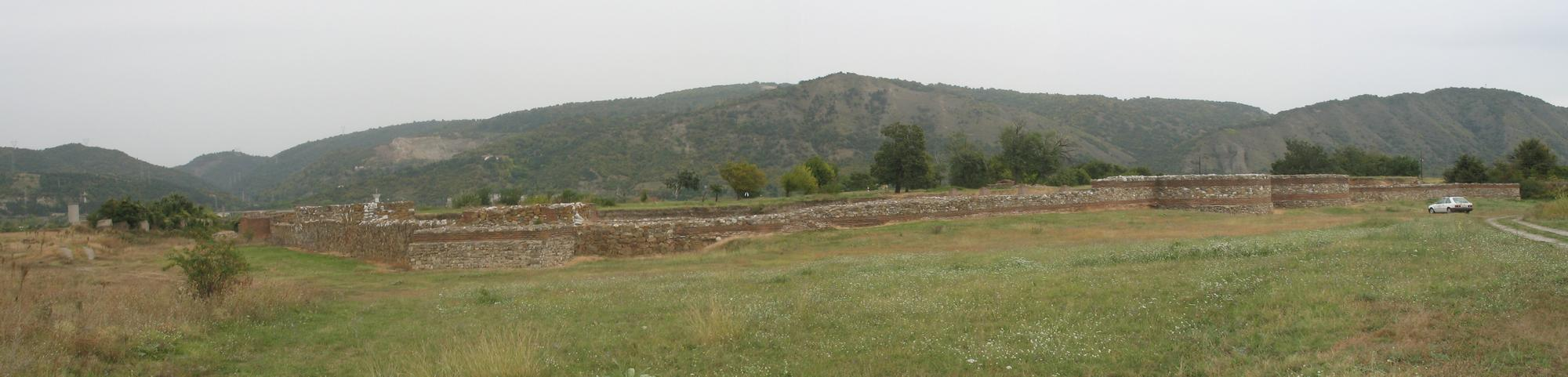
Panorama cetății Diana

## Vezi si
- Situri arheologice de importanță excepțională